# Катастрофа Ил-18 в Свердловске (1960)
В среду 27 апреля 1960 года в аэропорту Свердловска при посадке потерпел катастрофу Ил-18А компании Аэрофлот, в результате чего погиб один человек.

## Самолёт
Ил-18А с бортовым номером 75648 (заводской — 188000402, серийный — 004-02) был выпущен заводом ММЗ «Знамя Труда» в 1958 году, а затем передан Главному управлению гражданского воздушного флота. 6 октября он поступил в Ульяновский учебный центр гражданской авиации, а 10 сентября следующего года его перевели в 120-й авиаотряд Уральской авиагруппы гражданского воздушного флота. Всего на момент катастрофы авиалайнер имел 390 часов налёта.

## Катастрофа
Самолёт выполнял тренировочный полёт под управлением пилота-инструктора В. Д. Лобанова. Согласно заданию на тренировку необходимо было выполнить заходы на посадку по системам ОСП и СП-50 под шторками, то есть исключительно по приборам. Проверяющей была и. о. командира 120-го авиаотряда Л. М. Уланова. Также в состав экипажа входили штурман А. В. Загорский, бортмеханик И. И. Кузнецов и бортрадист И. М. Кормин. Небо в это время было затянуто кучево-дождевыми облаками с нижней границей 250 метров, видимость составляла 6 километров и дул умеренный (7 м/с) северный ветер.
Экипаж успешно выполнил четыре захода с двумя посадками. Выполняя пятый заход по курсу посадки 76°, экипаж пролетел ДПРМ и БПРМ в соответствии со схемой, при этом при подлёте к БПРМ, когда высота была 100 метров, проверяющая Уланова дала команду открыть шторку. Также по команде пилота Лобанова были выпущены в посадочное положение закрылки (на 40°). На высоте 70—80 метров с приборной скоростью 260 км/ч при установке УПРТ на 30° Ил-18 пролетел БПРМ и подошёл к ВПП. Но, находясь в 30 метрах от земли, самолёт вдруг неожиданно увеличил угол снижения, а затем ударился передней стойкой шасси о бетон полосы. После удара Ил-18 отскочил от бетона, но поднявшись на 4—5 метров и пролетев 100 метров, вновь врезался передней стойкой в полосу, при этом разрушив на ней тормоза. Далее самолёт вновь поднялся вверх уже на 8—10 метров, после чего уже в третий раз врезался в полосу. Стойки шасси сломались и авиалайнер заскользил по бетону «на брюхе», работающими винтами цепляя за ВПП. Ил-18 развернуло вправо и под прямым углом он вылетел с ВПП.
Авиалайнер разбился в 21:39 по местному времени. Возник пожар, в котором сгорел почти весь самолёт и двигатели. Погиб бортмеханик Кузнецов, остальные отделались ушибами, ожогами и лёгкими ранами.

## Причины
Изначально было выдано заключение, что катастрофа произошла из-за ошибки в технике пилотирования, которую допустил пилот Лобанов при заходе на посадку в ночных условиях. По мнению комиссии, он подвёл самолёт к ВПП на малой высоте и большой скорости и с запозданием перевёл его в посадочное положение, а затем экипаж начал совершать неверные действия по исправлению допущенных ошибок. Среди сопутствующих причин были названы установка в двух предыдущих посадках УПРТ двигателей № 2 и 3 (внутренние) на ноль до приземления, то есть посадки производились на двух двигателях, а также загрузка заднего багажника балластом весом 600 килограмм, вместо установленных 1000, что привело к возникновению предельно допустимой передней центровки. Также в выводах было отмечено пассивное поведение Улановой, а также малый налёт Лобанова на Ил-18, причём с длительными перерывами, и его ранний допуск к работе инструктором.
Комиссия проигнорировала замечания членов экипажа о том, что в облаках наблюдалось обледенение, а при выводе самолёта из крутого снижения возникли чрезмерные нагрузки на управление. Но спустя 8 месяцев, 26 декабря близ Ульяновска разбился Ил-18А, который также выполнял тренировочный полёт. По результатам рассмотрения обеих катастроф было выяснено, что причиной на самом деле являлся конструктивный недостаток самолёта — малый запас руля высоты, а также ошибка в РЛЭ относительно разрешенного угла выпуска закрылков. В случае обледенения стабилизатора при выпуске закрылков на угол 40° на стабилизаторе происходил срыв потока, а запаса руля высоты не хватало для вывода из пикирования.